# Carex sinclairii
Carex sinclairii là một loài thực vật có hoa trong họ Cói. Loài này được Boott ex Cheeseman mô tả khoa học đầu tiên năm 1906.